# حكاية لعبة 2
حكاية لعبة 2 (بالإنجليزية: Toy Story 2)‏ هو فيلم رسوم متحركة من إنتاج شركة بيكسار ومن توزيع أفلام والت ديزني عام 1999. أدى نجاح الفيلم إلى إصدار حكاية لعبة 3، أي كان أيضاً نجاحاً تجارياً وحاسماً.

## القصة
تحكي القصة عن المأمور وودي الذي يتعرض للإصابة كلعبة في بداية الفيلم فيتم ركنه على الرفّ ويجده صديقه القديم مريضا بسبب ركنه، ولما يحاول إنقاذه من البيع كروبابيكيا يقوم أحد المتجولين في معرض الروبابيكيا بسرقة المأمور وودي لأغراض ربحية وتدور القصة بعد ذلك حول محاولة أصدقاء المأمور وودي بقيادة باز يطير لاسترجاع صديقهم وإنقاذه إلا أنهم يجدون الكثير من المفاجآت، ولكنهم يعودون في نهاية الفيلم وقد انضم إليهم صديقين جدد.

## الأداء الصوتي

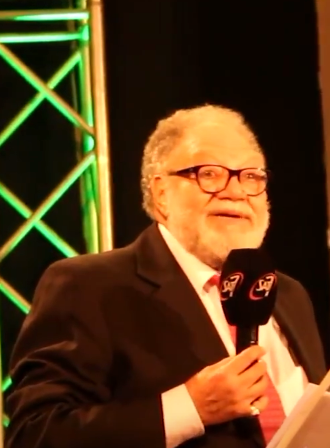
يحيى الفخراني في دور المأمور وودي

| اسم الشخصية   | اسم الشخصية بالإنجليزيّة | مؤدي الصوت الأصليّ (بالإنجليزيّة)   | مدبلج الصوت باللهجة المصرية          | مدبلج الصوت بنسخة إيمدج برودكشن هاوس | مدبلج الصوت بالفصحى (نسخة رسمية من ديزني بلس) |
| ------------- | ----------------------- | --------------------------------- | ------------------------------------ | ------------------------------------ | --------------------------------------------- |
| وودي          | Woody                   | توم هانكس                         | يحيى الفخراني                        | شربل أيوب                            | طارق إسماعيل                                  |
| باز يطير      | Buzz Lightyear          | تيم ألين                          | ضياء عبد الخالق                      | بلال بشتاوي                          | ضياء عبد الخالق                               |
| جيسي          | Jessie                  | جوان كوزاك                        | دينا الصالح                          | نسرين مسعود                          | نورهان حافظ                                   |
| المنقب بيت    | Stinky Pete             | كيلسي غرامر                       | جمال إسماعيل                         | عفيف شيا                             | خالد الذهبي                                   |
| الأستاذ بطاطس | Mr. Potato Head         | دون رينكلز                        | سامي صلاح                            | سعد حمدان                            | سيد الرومي                                    |
| سلنكي         | Slinky Dog              | جيم فارني                         | علاء عوض                             | علي الزين                            | عادل خلف                                      |
| ريكس          | Rex                     | والس شون                          | هاني رمزي                            | ماهر الشوا                           | هشام الجندي                                   |
| هام           | Hamm                    | جون راتزنبرجر                     | زايد فؤاد                            | حسن المصري                           | جلال الهجرسي                                  |
| بو            | Bo Peep                 | آني بوتس                          | منى زكي                              | إيمان بيطار                          | نهى فكري                                      |
| آل جامع اللعب | Al McWhiggin            | واين نايت                         | شهاب إبراهيم                         | جورج أبو سلبي                        | شهاب إبراهيم                                  |
| آندي          | Andy Davis              | جون مورس                          | مؤمن حسان                            | باسل سعد                             | محمد غريب                                     |
| والدة آندي    | Andy's Mom              | لوري متكاف                        | سلوى محمد علي                        | رانيا مروة                           | نفرتاري جمال                                  |
| مدام بطاطس    | Mrs. Potato Head        | إستيل هاريس                       | سهير البدراوي                        | سمارة نهرا                           | سهير البدراوي                                 |
| الرقيب        | Sarge                   | رونالد لي إرمي                    | سيد الرومي                           |                                      |                                               |
| باربي         | Barbie                  | جودي بينسون                       | رولا زكي                             |                                      | دعاء السراج                                   |
| المتخصص       | Geri the Cleaner        | جوناثن هاريس                      | أحمد سامي عبد الله                   |                                      |                                               |
| ويزي          | Wheezy                  | جو رانفت (حوار) روبرت غولي (غناء) | خالد العيسوي (حوار) عهدي صادق (غناء) | فادي الرفاعي                         | علي رؤوف (حوار) إيهاب شاوي (غناء)             |
| زورغ          | Emperor Zurg            | أندرو ستانتون                     | سمير البنا                           | إبراهيم ماضي                         |                                               |
| كائنات الفضاء | Squeeze Toy Aliens      | جيف بيدجن                         | تامر مصطفى                           |                                      |                                               |

### النسخة العربية الفصحى
- شربل أيوب
- نسرين مسعود[4]
- سمارة نهرا
- حسن المصري
- علي الزين
- ماهر شوا
- عفيف شيا
- باسل سعد
- حسن مهدي
- رينيه غوش
- كارين عودة
- عبدو حكيم
- رانية مروة
- إيمان البيطار
- ريشارد ياني
- فادي الرفاعي
- جورج طويل
- آية كعكاتي
- محمد كعكاتي
- إبراهيم ماضي
- رنا الرفاعي
- جورج أبو سلبي

## وصلات خارجية
- الموقع الرسمي
- حكاية لعبة 2 على موقع IMDb (الإنجليزية)
- حكاية لعبة 2 على موقع ميتاكريتيك (الإنجليزية)
- حكاية لعبة 2 على موقع الموسوعة البريطانية (الإنجليزية)
- حكاية لعبة 2 على موقع روتن توميتوز (الإنجليزية)
- حكاية لعبة 2 على موقع نتفليكس (الإنجليزية)
- حكاية لعبة 2 على موقع قاعدة بيانات الأفلام العربية
- حكاية لعبة 2 على موقع ألو سيني (الفرنسية)
- حكاية لعبة 2 على موقع Turner Classic Movies (الإنجليزية)
- حكاية لعبة 2 على موقع أول موفي (الإنجليزية)
- حكاية لعبة 2 على موقع بوكس أوفيس موجو (الإنجليزية)